# Ferentari
El barri Ferentari és un dels barris del Sector 5 de Bucarest (Romania). Es troba a prop dels barris Rahova, Pieptănări, i Giurgiului. Al barri viuen al voltant de 120.000 habitants, dels que aproximadament un 80% són part de l'ètnia gitana. Els residents a aquest barri tenen beneficis fiscals, ja que els impostos municipals són més petits per aquests.
Ferentari és un barri conflictiu i té una reputació molt dolenta, ja que és el lloc on es concentren més traficants de droga, més prostitució, així com actes delictius de tot Bucarest. Això es reflecteix per les detencions del clan mafiós Cămătaru, i per les incursions recentment realitzades a la zona de Zăbrăuţi per acabar amb delictes en relació al tràfic de droga. És l'únic barri de tot Bucarest que compta amb dos comissaries de Policia nacional romanesa i 2 comissaries de la Gendarmeria Romanesa (en romanès Jandarmerie), fet que provoca que la presència dels cossos de seguretat romanesos a Ferentari sigui pràcticament el doble que a la resta de Bucarest.
Les companyies de taxi van rebre a mitjans de l'any 2003 una prohibició per part de l'Alcalde de Bucarest de transportar clients a aquest barri. El transport públic a aquest barri és molt limitat, ja que només es desplacen al barri 3 línies d'autobús i 3 línies de la tramvia, per contra de les 11 línies de la tramvia, les 22 línies d'autobús i 1 línia del troleibús que comuniquen el barri veí de Rahova amb la resta de la capital romanesa. Els habitants de Ferentari es refereixen al seu barri com "Ferentexas" o "Ghettoland" a causa del fet que és l'únic lloc on els blocs construïts en època comunista es troben sense finestres (ja que moltes es van cremar per fer foc o es van vendre) i en un estat realment de lamentable. També se'l coneix a Romania com a Bronx.